# Джозеф, Кейт
Кейт Синджон Джозеф, барон Джозеф Портсокен (англ. Keith Sinjohn Joseph, Baron Joseph, 17 января 1918, Лондон, Великобритания — 10 декабря 1994, там же) — британский государственный деятель, министр промышленности (1979—1981), министр образования и науки (1981—1986) Великобритании.

## Биография

### Образование и начало карьеры
Родился в богатой и влиятельной еврейской семье. Его отец, Сэмюэль Джозеф, возглавлял огромную семейную компанию по строительству и управлению проектами, Bovis, и был лордом-мэром Лондона (1942—1943). В конце срока его полномочий ему был пожалован титул баронета. После смерти отца в октябре 1944 г. 26-летний Кейт унаследовал баронетство.
Получил образование в школе «Локерс Парк» в Хемел-Хемпстеде в Хартфордшире, а затем в школе Хэрроу и колледже Магдалены в Оксфорде, где он изучал юриспруденцию и получил диплом первого класса. В 1946 г. он становится стипендиатом премии Колледжа всех душ.
Во время Второй мировой войны служил капитаном в Королевской артиллерии и получил легкое ранение во время обстрела немцами его штаб-квартиры в Италии. После окончания войны он становится адвокатом в Миддл-темпле. Вслед за своим отцом он был избран олдерменом лондонского Сити. Он был директором Bovis Homes Group, став в 1958 г. председателем совета директоров; являлся андеррайтером в Lloyd's of London. В 1945 г. он вошел в составе руководства Центрального Британского фонда немецкого еврейства (CBF) (впоследствии — Всемирный еврейский Relief).

### Парламентская и государственная деятельность (1950-70-е годы)
На парламентских выборах (1955) потерпел поражение в одном из округов Западного Лондона, однако был избран на дополнительных выборах в северо-восточном Лидсе в феврале 1956 г. Вскоре был назначен личным парламентским секретарем.
После 1959 г. занимал несколько младших постов в правительстве Макмиллана в министерствах жилищного строительства и торговли. В ходе перестановок в кабинете, получивших название «Ночь длинных ножей» 13 июля 1962 г. он был назначен министром жилищного строительства и местного самоуправления. На этом посту ввел масштабную программу по строительству муниципального жилья, которая к 1965 году была рассчитана на 400 000 новых домов в год. Он хотел увеличить долю домохозяйств, занимаемых владельцами, предлагая помощь с ипотечными депозитами. Находясь затем в парламентской оппозиции, являлся официальным представителем по социальным услугам, а затем — по труду. В декабре 1965 г. выступил одним из двенадцати учредителей «Национального совета по делам одиноких женщин и их иждивенцев» (NCSWD). 
В 1967 г. лидер консерваторов Эдвард Хит Хит назначил его представителем партии по торговле, сыграв важную роль в разработке отраслевой стратегии. В преддверии выборов 1970 г. он предложил бренд «цивилизованный капитализм», а также указал на возможность сокращения государственных расходов. На заседании в Selsdon Park Hotel Консервативная партия в значительной степени приняла этот подход.
В 1970—1974 гг. — министр здравоохранения и социальных служб Великобритании. На этом посту ему удалось повысить эффективности работы Национальной службы здравоохранения Великобритании, однако в сфере экономики он все чаще выступал против экономической стратегии правительства Хита, в которой в 1972 г. произошел перелом в пользу государственного вмешательства в промышленный сектор.
После поражения на выборах 1974 г. работал с Маргарет Тэтчер над созданием Центра политических исследований, мозгового центра для разработки политики нового консерватизма свободного рынка, который они оба поддерживали. Он заинтересовался экономической теорией монетаризма, сформулированной Милтоном Фридманом, и убедил Тэтчер поддержать её.
Несмотря на то, что он все еще был членом «теневого кабинета» Эдварда Хита, он открыто критиковал период его нахождения у власти. Джозеф прочел свою знаменитую лекцию в Стоктоне об экономике «Недостаточно монетаризма», в которой он сравнил производящие богатство сектора экономики, такие как производство, с сектором услуг и правительствами, которые, как правило, потребляют богатство. Он утверждал, что экономика начинает снижаться по мере сокращения сектора, производящего её богатства. Многие в правом крыле консерваторов надеялись, что он поборется с Хитом за лидерство в партии, но его шансы снизились после скандальной речи 19 октября 1974 г. В ней были затронуты различные социально-консервативные темы и, в частности, указана на то, что растущая доля детей, рожденных у проблемных матерей ставит под угрозу баланс развития общества. В результате политик оказался в эпицентре масштабного скандала.

### В правительстве Маргарет Тэтчер
В этот период он стал главным советником Маргарет Тэтчер, а его взгляды резко сдвинулись к политике свободного рынка и либеральной политики правительства (small-government). В тот момент он писал: 

 «Я думал, что я был консерватором, но теперь я вижу, что я им вообще не был на самом деле».— 
 Это замечание демонстрировало отказ от традиционного для консерваторов курса на консенсус государства всеобщего благосостояния с сильными профсоюзами при сохранении государственного контроля над отраслями промышленности.
В Теневом кабинете Тэтчер он рассчитывал на позицию канцлера казначейства, но это было невозможно после его скандальной речи 1974 г. и он был назначен теневым министром внутренних дел. Оказал большое влияние на предвыборную программу 1979 г, хотя часто был вынужден идти на компромисс с более умеренными сторонниками Хита, такими как Джеймс Прайор.
В 1979—1981 гг. — министр промышленности Великобритании. На этом посту начал готовить многие национализированные отрасли к приватизации, привлекая руководителей частного сектора, таких как крупный бизнесмен из металлургической отрасли Иэн МакГрегор, но всё же был вынужден предоставлять крупные субсидии тем отраслям, которые несут убытки.
В 1981—1986 гг. — министр науки и образования Великобритании. На этом посту начал подготовку к введению аттестата об общем среднем образовании по специальной программе (GCSE) и созданию национальной учебной программы в Англии и Уэльсе. Его попытки реформировать заработную плату учителей и заключить новые контракты были отвергнуты профсоюзами и привели к серии однодневных забастовок.
В 1984 г. его переговоры о государственных расходах с коллегами по казначейству привели к созданию плана дополнительного финансирования исследований для университетов, финансируемого за счет сокращения финансовой поддержки студентов, которые были детьми более состоятельных родителей. Этот план вызвал ожесточенную оппозицию со стороны других членов кабинета (в частности, Сесила Паркинсона). Итоговый компромиссный план включал отказ от намерения взимать плату за обучение, но ставил задачу отмены минимального гранта. В результате расходы на финансирование научных исследований были уменьшены вдвое от ранее согласованных казначейством. В 1985 г. он обнародовал «Белую книгу» по университетскому сектору, которая предусматривала сокращение размеров сектора высшего образования. 
В 1987 г. он завершил свою политическую карьеру, отказавшись баллотироваться в Палату общин. 
В октябре 1987 г. королева Елизавета II пожаловала ему пожизненное пэрство с членством в Палате лордов и титул барона Портсокена в лондонском Сити.
По мнению Маргарет Тэтчер, его речь «Недостаточно монетаризма» стала одна из немногих речей, которые фундаментально повлияли на образ мышления политического поколения. Он впервые применил монетаристскую экономику к британской реальности и создал фундамент того, что позже станет известно под названием «тэтчеризм».

## Награды и звания
Кавалер ордена Кавалеров Почёта (1986).